# 山口県立奈古高等学校須佐分校
山口県立奈古高等学校須佐分校（やまぐちけんりつ なごこうとうがっこう すさぶんこう）は、山口県萩市須佐に所在した公立の高等学校。

## 設置学科
- 普通科

## 所在地
- 〒759-3411 山口県萩市須佐5200-4

## 沿革
- 1948年7月20日 - 開校。農業科・家政科を設置
- 1971年4月1日 - 農業科・家政科を募集停止し、全日制普通科新設
- 2010年3月31日 - 閉校。